# Mons-Boubert
Mons-Boubert è un comune francese di 549 abitanti situato nel dipartimento della Somme nella regione dell'Alta Francia.

## Società

### Evoluzione demografica
Abitanti censiti